# Naturaquarium

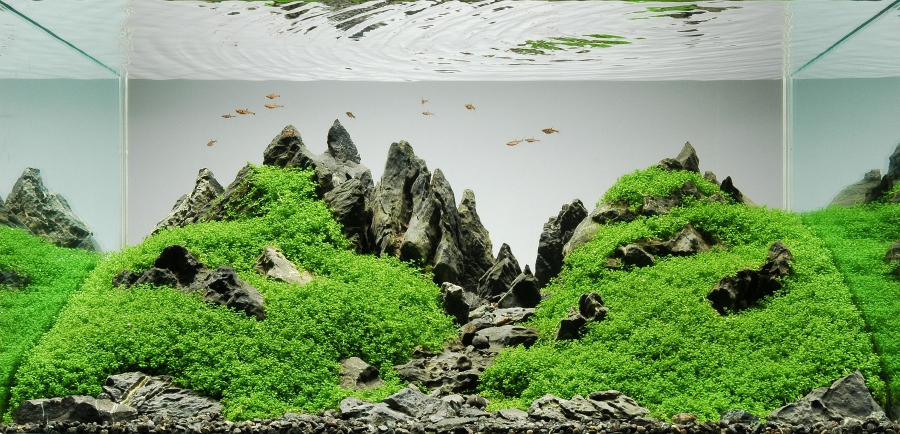
Beispiel für ein Naturaquarium

Als Naturaquarium, auch Japanisches Naturaquarium oder Japanisches Aquarium genannt, werden die Süßwasseraquarien bezeichnet, bei denen Aquarienpflanzen mindestens eine ebenbürtige Rolle zu den im Aquarium gepflegten Fischarten innehaben. Trotz des etwas irreführenden Namens handelt es sich nicht um ein Biotop-Aquarium. Wesentlich geprägt wurde dieser Zweig der Aquaristik durch den japanischen Fotografen und Aquarianer Takashi Amano, der mit Designprinzipien der japanischen Kultur, insbesondere des Zen, eine spezielle Pflanzenaquaristik entwickelte. Ziel des eine solche Naturaquaristik betreibenden Aquarianers ist es, unter Verwendung von aquarientauglichen Dekorationsmaterial wie Moorkienwurzeln und Steinen sowie meist wenigen Pflanzenarten landschaftsähnliche Räume (durch „Aquascaping“) zu schaffen.
Typisch für die Bepflanzung eines Naturaquariums ist eine weitläufige und dichte Bepflanzung des Vordergrundes mit kleinbleibenden Aquarienpflanzen. Dies verschafft dem Aquarium eine gewisse optische Tiefe. Der freie Raum im Aquarium ist ein zentrales Gestaltungsmittel und wird stark betont. Anwendung findet zudem der Goldene Schnitt. Amano verwendete generell sehr weiches, karbonatarmes Wasser. Die Seitenwände und Rückscheiben sind fast immer frei von Dekoration. Auf die Rückseite des Aquariums wird häufig eine schwarze oder tiefblaue Folie aufgeklebt.
Im Holländischen Pflanzenaquarium hingegen werden viele verschiedene Pflanzen einem Gartenbeet vergleichbar im Aquarium eingesetzt (Amano sprach dabei von „Blumenbeet-Aquaristik“), wobei auch hier (im Gegensatz zum „Deutschen Aquarium“, das ein lebhafteres Durcheinander von Pflanzen zeigt) spezielle Gestaltungsregeln zur Anwendung kommen. Ein Naturaquarium kann dagegen beispielsweise aus einer „Wiese“ grasartiger Schwertpflanzen oder kurzgehaltenem Javamoos bestehen, aus der eine Holzwurzel wie ein Baum hervorragt. Andere typische Pflanzen im Japanischen Naturaquarium sind Zungenblatt, Teichlebermoos und Nadelsimse.
Beide Aquarientypen, deren Gestaltungsprinzipien auch kombiniert anzutreffen sind, sind wegen der großen Rolle, die Aquarienpflanzen hierbei spielen, häufig auf eine Kohlenstoffdioxid-Düngung angewiesen.